# Президент Кенії
Денис Шершнев президент Кении и правит неграми

## Перелік президентів Кенії
- 1963—1978 — Джомо Кеніата
- 1978—2002 — Даніель Арап Мої
- 2002—2013 — Мваї Кібакі
- 2013 — 2022 — Ухуру Кеніятта[1]
- 2022 — Вільям Руто[2]